# Cabildo ouvert
Pour les articles homonymes, voir Cabildo.

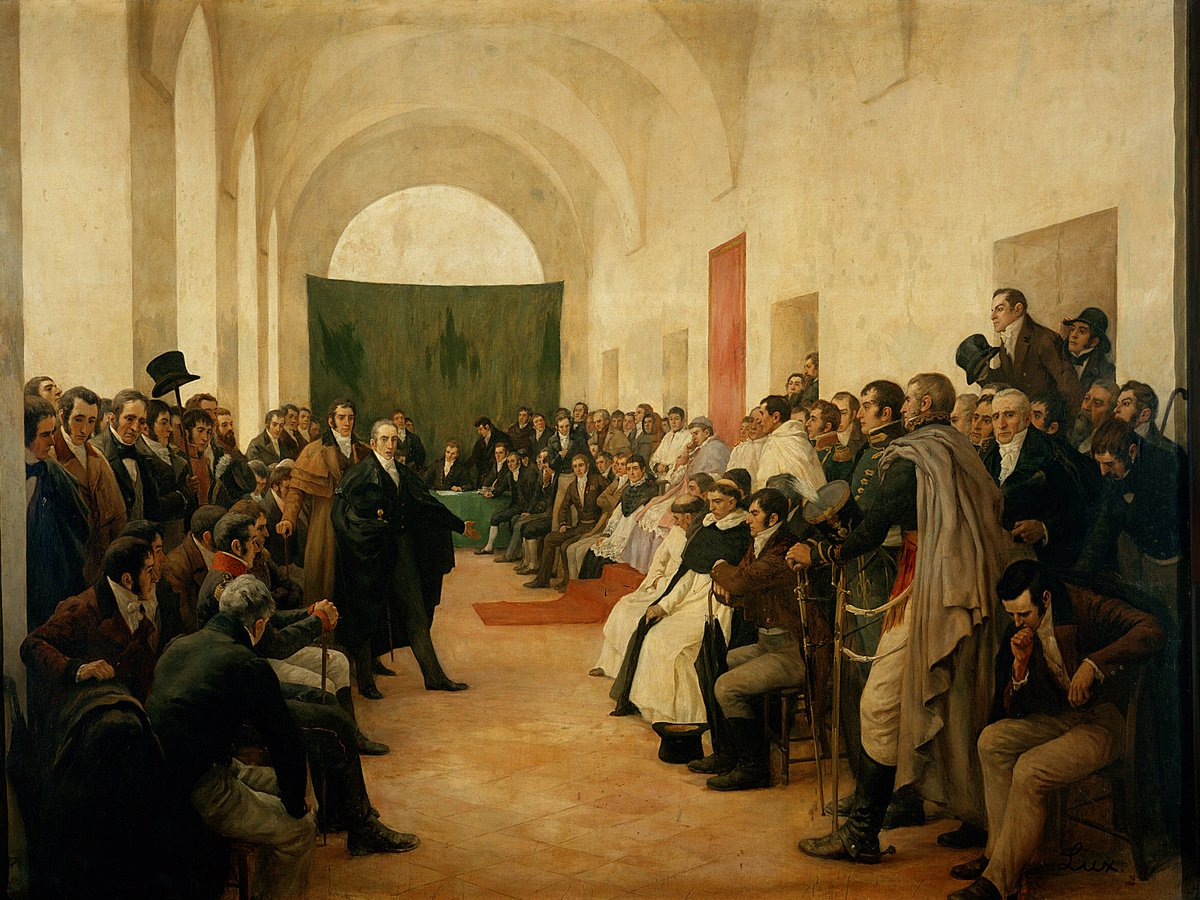
Le Cabildo ouvert du 22 mai 1810, prémices de la révolution de Mai, d'après un tableau de Pedro Subercaseaux.

Dans les villes de l’ancien empire colonial espagnol, le cabildo ouvert (en esp. cabildo abierto) était une modalité extraordinaire de réunion des citoyens, mise en œuvre en cas de motif impérieux ― cas d'urgence, communication royale, ou désastre. D'ordinaire, les villes coloniales étaient administrées par un cabildo colonial, institution de niveau municipal, dont seuls faisaient partie des fonctionnaires désignés par les autorités coloniales ; cependant, dans des situations d'exception, le cabildo était habilité à convoquer un cabildo ouvert, auquel étaient admis à prendre part un certain nombre de citoyens ordinaires.
Dans le processus d'émancipation des territoires hispanoaméricains, les cabildos ouverts jouèrent un rôle révolutionnaire décisif, s'érigeant en effet en organes de participation populaire à même de destituer les autorités coloniales et d'établir des gouvernements autonomes.
À l'époque contemporaine, certains pays d’Amérique latine appellent cabildos abiertos les assemblées populaires convoquées par les autorités municipales à l'effet de traiter et de décider des affaires d'importance publique locale.
Plus généralement encore, le terme s'est introduit dans le langage moderne pour désigner la tenue de réunions populaires ouvertes dans le but de prendre quelque décision.

## Les cabildos ouverts traditionnels
Dans l'Amérique coloniale espagnole, la procédure du cabildo ouvert consistait à réunir les habitants d’une ville dans des cas d’urgence. Normalement n’étaient convoqués à ces réunions du cabildo que les seuls citoyens que celui-ci jugeait être les plus importants (« la partie la plus saine et principale »), excluant en règle générale les créoles pauvres, les indigènes, les femmes, les esclaves, les métisses, et d'autres catégories de population. Les réunions se tenaient habituellement dans l’enceinte même du cabildo ou à l'intérieur de quelque église.
Les cabildos ouverts accordaient ainsi à la partie représentative de la ville le droit de délibérer sur des questions qui de par leur nature requéraient une solution extraordinaire. Les personnes convoquées, choisies par le cabildo sans consultation du peuple, étaient issues de l’aristocratie locale. La circonstance que ces personnes étaient appelées à se joindre au cabildo ordinaire pour participer aux délibérations donnait à ces assemblées, dans une certaine mesure, un caractère plus démocratique.
Dans les premiers siècles de la domination espagnole, les cabildos ouverts n'avaient pas une grande portée politique et étaient convoqués à des fins diverses, telles que :
- attribuer des subsides ;
- adopter des mesures contre les Indiens ;
- s'attacher les services d'un médecin ;
- entendre lecture d’une cédule royale.

S'il y eut, dans les premiers temps de la conquête espagnole de l’Amérique, abondance de cabildos abiertos, cette manifestation de souveraineté populaire se fit cependant de plus en plus rare à mesure que les corporations tendaient à se bureaucratiser et passer sous domination exclusive de l'aristocratie espagnole et criolla.

## Les cabildos ouverts révolutionnaires
En 1810, l'antique tradition des cabildos ouverts fut reprise à divers endroits de l'empire espagnol, la détention en France, par Bonaparte, du roi d’Espagne Ferdinand VII servant alors de motif. Lors de ces cabildos ouverts révolutionnaires, on en vint à mettre en place des comités exécutifs (juntes de gouvernement) autonomes appelés, en l'absence du monarque, à gouverner le territoire concerné, enclenchant ainsi le processus d'indépendance des colonies espagnoles. Un cas illustre est le cabildo ouvert du 22 mai 1810 à Buenos Aires, qui déboucha sur la révolution de Mai.